# Shadilay
《Shadilay》，又被網民稱為「佩佩蛙斯坦國歌」（Kekistan Anthem），是一首以迷因形式流行於西方網絡的italo disco（伊泰洛迪斯科）歌曲。它由意大利樂隊P.E.P.E.所製，由音樂唱片公司Magic Sound於1986年發行。主唱和填詞人是唱作歌手Marco Ceramicola，使用了藝名曼奴爾·佩佩（Manuele Pepe）。

## 爆紅
因為《Shadilay》的樂隊名稱與佩佩蛙（Pepe the Frog）名稱的相似，以及單曲的封面是一隻卡通青蛙，在2016年9月被4chan/pol/版的網民發現後，《Shadilay》被論壇網民視為古埃及神凱克（Kek）的先知，以及被奉為迷因魔法的例子。於是，它在網絡論壇上迅速爆紅而成為了凱克文化的迷因，並成為了虛構國家「佩佩蛙斯坦」（Kekistan）的國歌。

## 影響
隨著佩佩蛙在美國總統大選被白人民族主義者和另類右派用作特朗普的宣傳，《Shadilay》成為了政治化的支持特朗普歌曲，有網民在YouTube上傳了有佩佩蛙和佩佩蛙版特朗普的《Shadilay》改版，並在歌曲開始前加插了特朗普的競選口號“We will make America great again!”（页面存档备份，存于），截至2020年，這段影片已有超過300萬觀看次數。
在特朗普勝出大選後，藝人西亞·李畢福於2017年1月20日發起了反特朗普運動“He Will Not Divide Us”，而支持特朗普的網民就在紐約市立動態影象博物館的運動場地搗亂，除了在日間鬧事，第二日晚間還把一個播放《Shadilay》的喇叭裝在一直直播運動的攝影機附近，直到翌日才被拆除。最終於2月10日，動態影象博物館考慮到公共安全而中止了參與運動。

## 歌詞
2016年11月9日，在唐纳德·特朗普當選美國第45任總統後，一名4chan用戶在/pol/版提交了包含這首歌歌詞的帖子。

## 註腳
1. ↑  P.E.P.E是"Point-Emerging-Probably Entering"的簡寫。此樂隊由Manuele Pepe創立
2. ↑  迷因魔法（Meme magic）是西方網民創造的網絡用語，指網絡迷因和現實世界聯繫起來，箇中的神秘力量。[5]